# Catocala zalmunna
Catocala zalmunna är en fjärilsart som beskrevs av Butler 1877. Catocala zalmunna ingår i släktet Catocala och familjen nattflyn. Inga underarter finns listade i Catalogue of Life.